# Zamopsyche hawardi
Zamopsyche hawardi är en fjärilsart som beskrevs av Köhler 1939. Zamopsyche hawardi ingår i släktet Zamopsyche och familjen säckspinnare. Inga underarter finns listade i Catalogue of Life.